# Protestas en Rumania de 2024-presente
Las Protestas en Rumania de 2024-presente son un conjunto de manifestaciones en contra de la anulación de los resultados de las elecciones presidenciales de 2024 que iniciaron el 8 de diciembre de 2024 y que se extendieron con el posterior arresto del candidato presidencial Călin Georgescu el 26 de febrero de 2025.

## Cronología

### Diciembre
El 8 de diciembre de 2024, en la capital Bucarest y en diversas ciudades de Rumania estallaron protestas contra la anulación de los resultados de la primera vuelta de las elecciones presidenciales en las que Călin Georgescu resultó ganador con el 22% de los votos. Los seguidores de Georgescu manifestaron su indignación ante una decisión que califican de una «herramienta política para proteger a las elites proerupeas» y de un profundo retroceso democrático.